# Agasias d'Éphèse
 Agasias d'Éphèse est le nom gravé par plusieurs artistes sur les statues qu'ils ont réalisées. Dans Inschriften griechischer Bildhauer, p. 205, Emmanuel Loewy admet que les deux Agasias d'Éphèse étaient des cousins.
Ce nom apparaît aussi dans la signature « Herakleidès, fils d’Agasias, Ephésien, et Harmatios, ont fait » sur une statue appelée Mars d'Orsay qui a appartenu à Pierre Gaspard Marie Grimod, comte d'Orsay, entrée au musée du Louvre en 1798 sous le nom d' Achille et renommée Mars par le comte de Clarac.

## Agasias d'Éphèse, fils de Ménophilos
Ce sculpteur a gravé son nom sur plusieurs statues trouvées à Délos. Depuis Salomon Reinach, on admet qu'il a réalisé le Gaulois blessé bien que cette attribution ait fait l'objet de plusieurs critiques à cause des incertitudes sur la base de la statue.
Son nom est gravé ΑΓΑΣΙΑΣ ΜΗΝΟΦΙΛΟΥ ΕΦΕΣΙΟΣ ΕΠΟΕΙ. Sa signature se retrouve sur plusieurs œuvres de l'Agora des Italiens de Délos dont la statue du consul Pompeius Rufus dont le consulat date de 88 av. J.-C. permet de fixer sa période d'activité. Agasias a dû travailler à Délos entre 95 et 86 av. J.-C.
En 86 av. J.-C., l'île de Délos a été occupée par des généraux de Mithridate qui ont pillé le site. Ils ont renversé et mutilé des statues. Après leur départ, les statues ont été redressées et restaurées.
Emmanuel Loewy a donné quatre signatures de ce sculpteur à Délos dans Inschriften griechischer Bildhauer, en 1885. Les recherches ultérieures ont permis d'amener le nombre de citations à treize.

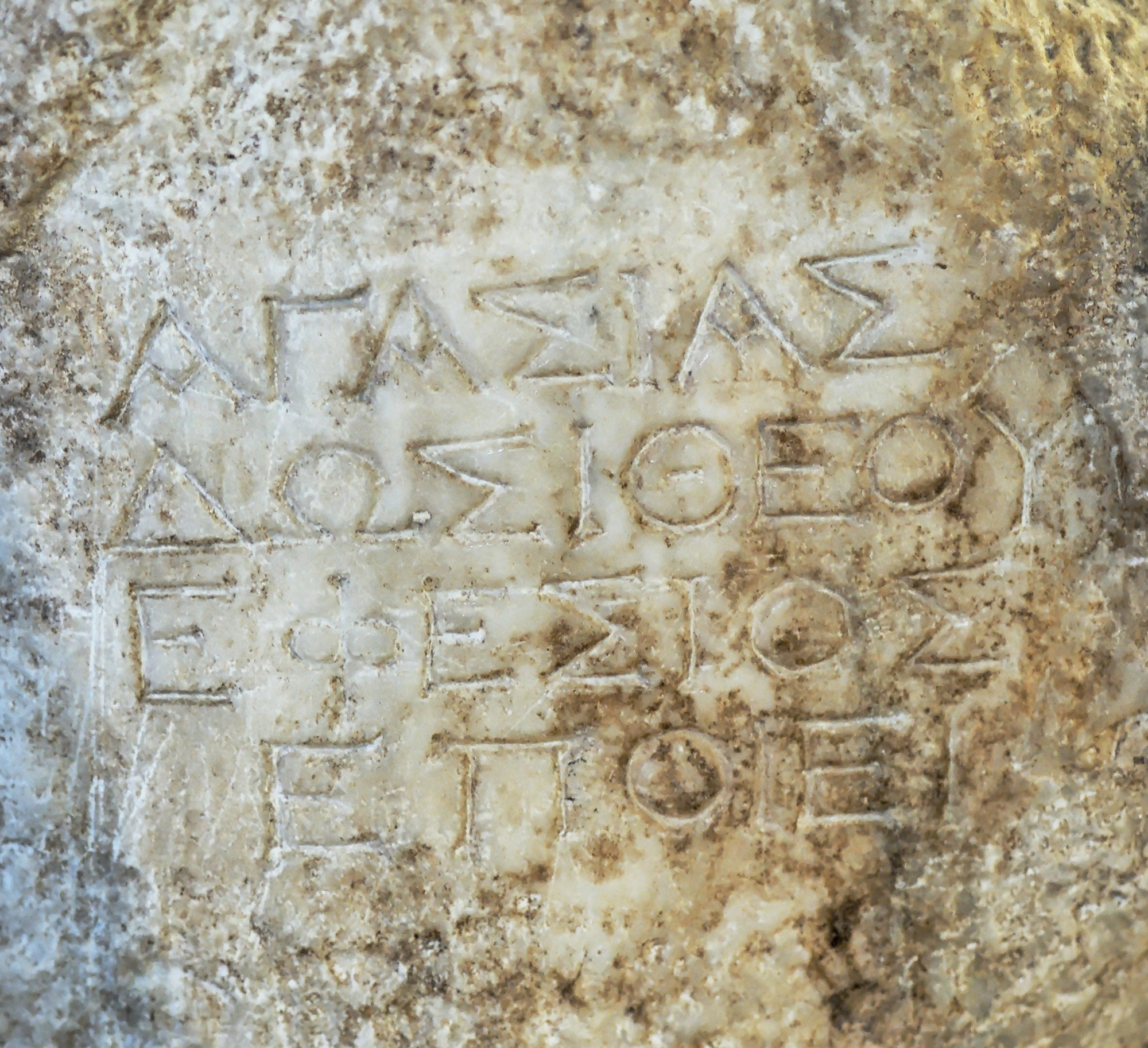
ΑΓΑΣΙΑΣ ΔΩΣΙΘΕΟΥ ΕΦΕΣΙΟΣ ΕΠΟΕΙ
Gladiateur du Louvre

## Agasias d'Éphèse, fils de Dôsithéos
Ce sculpteur a gravé ΑΓΑΣΙΑΣ ΔΩΣΙΘΕΟΥ ΕΦΕΣΙΟΣ ΕΠΟΕΙ sur le tronc d'arbre se trouvant sur la statue du Gladiateur Borghèse du musée du Louvre qui avait été découverte peu avant 1611, sur le site de la villa de Néron, à Antium. Cette statue a été réalisée vers 100 avant J.-C. en marbre pentélique.